# Себестоимость
Себестоимость (англ. cost price) — стоимостная оценка текущих затрат предприятия на производство и реализацию продукции.

## Определение
Согласно БСЭ себестоимость продукции — это денежные (ресурсные) издержки предприятий на производство и реализацию продукции, выражающие стоимость потребленных средств производства и стоимость необходимого продукта.
Согласно БРЭ себестоимость — это стоимостная оценка текущих затрат предприятия на производство и реализацию продукции.
Согласно п.9 ПБУ 10/99 себестоимость проданных товаров, продукции, работ, услуг — это расходы по обычным видам деятельности, признанные как в отчётном году, так и в предыдущие отчетные периоды, и переходящие расходы, имеющие отношение к получению доходов в последующие отчетные периоды, с учетом корректировок, зависящих от особенностей производства продукции, выполнения работ и оказания услуг и их продажи, продажи (перепродажи) товаров, а также коммерческие и управленческие расходы, признанные в качестве расходов по обычным видам деятельности в отчётном периоде.
Сам термин «себестоимость» появился в 1912-м году; автором термина является А. П. Рудановский (1863—1931). До этого использовались такие обозначения, как «своя стоимость», «собственная стоимость», а также — «стоимость производства».

## Виды себестоимости
Себестоимость готовой продукции изменяется в зависимости от объёма затрат при её изготовлении. Таким образом, существуют следующие виды себестоимости:
- прямая себестоимость — это затраты на сырьё и материалы, комплектующие, возвратные отходы, з/п рабочим, налоги и отчисления от з/п, а также расходы на оборудование;
- цеховая себестоимость — включает прямую себестоимость и цеховые затраты, участвующие в обслуживание и управление цехом и других производственных структур, которые непосредственно участвовали в процессе изготовления определенного набора товаров и услуг;
- производственная себестоимость — включает цеховую себестоимость и общехозяйственные расходы;
- полная себестоимость — включает производственную себестоимость и затраты организации на реализацию продукции и внепроизводственные расходы.

## Структура себестоимости по статьям калькуляции
- 0) Обслуживание кредита
- 1) Материалы, прочее (комплектующие, полуфабрикаты, агрегаты, узлы и т. д.)
- 2) Топливо, энергия, идущая на производство
- 3) Амортизация основных производственных фондов (ОПФ, или 2-я группа основных средств: оборудование, станки, техника и т. п.)
- 4) Основная заработная плата основного персонала (оклад, тариф)
- 5) Дополнительная заработная плата основного персонала (надбавки, доплаты к тарифным ставкам и должностным окладам в размерах, предусмотренных действующим законодательством; калькулируются как процент от п.4)
- 6) Отчисления во внебюджетные фонды (пенсионный фонд, фонд социального страхования; начисляется процентом от основной заработной платы)
- 7) Общепроизводственные расходы (ОПР: расходы на сбыт, внутрипроизводственные затраты, ФОТ служащих и прочее (например, ремонт: закупка паркета, клея, ламината, штукатурки и т. д.); калькулируется как процент от п.4)
- 8) Командировочные расходы — стоимость билетов, суточные, оплата жилья
- 9) Работы сторонних организаций (контрагентов)
- 10) Административные расходы — расходы на содержание аппарата управления

## Структура себестоимости по элементам затрат
- I Материальные затраты:
  - 1) Сырьё, материалы, комплектующие изделия и т. д.;
  - 2) Топливо, энергия;
  - 3) Общепроизводственные затраты.
- II Оплата труда — заработная плата:
  - 1) основного производственного персонала;
  - 2) вспомогательного производственного персонала (обслуживание оборудования и т. п.);
  - 3) интеллектуального персонала;
  - 4) служащих (руководство, менеджеры, бухгалтеры и т. п.);
  - 5) младшего обслуживающего персонала.
- III Отчисления на социальные мероприятия.
- IV Амортизация основных средств.
- V Прочее (накладные расходы, непосредственно связанные с производством и реализацией; маркетинговые расходы и т. п.)